# William Hoste Webb
Pour les articles homonymes, voir Hoste et Webb.
William Hoste Webb, né le 24 novembre 1820 et mort le 19 décembre 1890, est un avocat et homme politique fédéral, provincial et municipal du Québec.

## Biographie
Né dans le Comté de Hampshire en Angleterre, il étudia à la Royal Naval School de Londres avant de s'installer dans le Canton de Brompton dans le Bas-Canada avec sa famille en 1836. Après avoir appris le droit à Montréal, il fut nommé au Barreau en 1850. Il devint ensuite administrateur dans le Canton de Richmond et de la municipalité de Melbourne, dont il devint maire. Il fut aussi président de la Société d'agriculture de Richmond et servit comme administrateur du Collège Saint-Francis de Richmond. 
En 1857, il est élu à l'Assemblée législative de la Province du Canada dans Richmond et Wolfe. Défait en 1861, il fut réélu en 1863. En 1867, il est nommé au Conseil de la Reine. Élu député du Parti conservateur dans la circonscription fédérale de Richmond—Wolfe en 1867, il fut réélu en 1872. Il est défait en 1874, alors qu'il se présentait comme candidat indépendant.
En 1875, il est nommé au Conseil législatif du Québec dans la division de Wellington. Il demeurera en fonction jusqu'en 1887, année où il devint shérif du District de Saint-François. Il mourut à Sherbrooke en 1890 à l'âge de 66 ans.